# Pyogenesis
A Pyogenesis német együttes.

## Története
1991-ben alakult Stuttgartban. A zenekar elődjének az "Immortal Hate" nevű együttes számít, amelyet Flo V. Schwartz alapított. Első kiadványuk egy kislemez volt megalakulásuk évében, ugyanebben az évben még egy kislemezt kiadtak. A zenekar stílusa gyökeresen megváltozott az évek alatt, ugyanis a kezdeti death metal/death-doom/gótikus metal hangzást mára pop-punk, illetve alternatív metal hangzás váltotta fel. Az együttes az 1995-ös lemezével kezdve váltott a "lágyabb" stílusokra. Első nagylemezüket a francia Osmose Productions adta ki, a későbbi lemezeiket a Nuclear Blast illetve Sony Music jelentette meg, 2015 óta pedig az AFM Records felel a Pyogenesis lemezeiért.

## Diszkográfia
- Sweet X-Rated Nothings (1994)
- Twinaleblood (1995)
- Unpop (1997)
- Mono ... or Will It Ever Be the Way It Used to Be (1998)
- She Makes Me Wish I Had a Gun (2002)
- A Century in the Curse of Time (2015)
- A Kingdom to Disappear (2017)
- A Silent Soul Screams Loud (2020)

## Egyéb kiadványok
- Ode to the Churning Seas of Nar-Mataru (demó, 1991)
- Sacrificious Profanity (kislemez, 1992)
- Rise of the Unholy (EP, 1992)
- Ignis Creatio (EP, 1992)
- Waves of Erotasia (EP, 1994)
- Underneath... (kislemez, 1995)
- Twinaleblood (EP, 1995)
- Love Nation Sugarhead / Freedom (split lemez, 1996)
- Love Nation Sugarhead (EP, 1996)
- Love Nation Sugarhead - The Remixes (kislemez, 1997)
- Sweet X-Rated Nothings / Waves of Erotasia (válogatáslemez, 1997)
- Drive Me Down (kislemez, 1998)
- P - The Ultimate Home Video (videó, 2000)
- P (válogatáslemez, 2000)
- Don't You Say Maybe (kislemez, 2002)
- I Feel Sexy Everyday (EP, 2002)
- Symphonies of Death (split lemez, 2017)